# Associazione Calcio Legnano 1980-1981
Questa voce raccoglie le informazioni riguardanti l'Associazione Calcio Legnano nelle competizioni ufficiali della stagione 1980-1981.

## Stagione

Daniele Fortunato (qui al Torino nel 1993), al Legnano dal 1980 al 1985.

Per poter ambire alla promozione in Serie C1, la dirigenza decide di rinforzare l'organico. Innanzitutto sono riscattati gli atleti in comproprietà con altre squadre, vale a dire i difensori Nicola Liquindoli e Renato Pellegri, il centrocampista Claudio Zitta e gli attaccanti Davide Onorini e Angelo Ticozzelli. Vengono acquistati il centrocampista Gabriele Savino e l'attaccante Walter Puricelli, a cui si aggiunge, a campionato già iniziato, il difensore Davide Roncaglia, che diventerà in seguito una delle bandiere lilla.
Nella stagione 1980-1981 il Legnano disputa il girone A della Serie C2. A dispetto dell'importante campagna acquisti, i Lilla arrivano terzultimi a 29 punti salvandosi grazie alla classifica avulsa. Il torneo è vinto con 48 punti dalla Rhodense e dall'Alessandria, mentre retrocedono la Biellese ed l'Asti, che si trovano negli ultimi due posti della classifica, e l'Arona, che ha gli stessi punti del Legnano e del Derthona, ma con una peggiore situazione negli scontri diretti. A metà stagione l'allenatore Adelio Crespi viene sostituito da Pietro Maroso, senza però sortire gli effetti positivi sperati. In Coppa Italia Semiprofessionisti, invece, i Lilla giungono al secondo posto del girone 4 alle spalle della Pro Patria, che passa il turno a scapito del Legnano.

## Divise
| Casa |

## Organigramma societario
Area direttiva
- Presidente: comm. Giovanni Mari

Area tecnica
- Allenatore: Adelio Crespi, poi Pietro Maroso

## Rosa
| N. |                   | Ruolo | Calciatore              |
| -- | ----------------- | ----- | ----------------------- |
|    | Italia (bandiera) | P     | Luigi Belletta          |
|    | Italia (bandiera) | C     | Paolo Camatta           |
|    | Italia (bandiera) | C     | Daniele Fortunato       |
|    | Italia (bandiera) | A     | Giambattista Fostinelli |
|    | Italia (bandiera) | A     | Daniele Gelosi          |
|    | Italia (bandiera) | D     | Oscar Lesca             |
|    | Italia (bandiera) | D     | Nicola Liquindoli       |
|    | Italia (bandiera) | A     | Federico Norbiato       |
|    | Italia (bandiera) | A     | Davide Onorini          |

| N. |                   | Ruolo | Calciatore        |
| -- | ----------------- | ----- | ----------------- |
|    | Italia (bandiera) | D     | Renato Pellegri   |
|    | Italia (bandiera) | A     | Walter Puricelli  |
|    | Italia (bandiera) | D     | Davide Roncaglia  |
|    | Italia (bandiera) | C     | Giovanni Rota     |
|    | Italia (bandiera) | C     | Gabriele Savino   |
|    | Italia (bandiera) | C     | Cesare Terreni    |
|    | Italia (bandiera) | A     | Angelo Ticozzelli |
|    | Italia (bandiera) | C     | Giovanni Xotta    |
|    | Italia (bandiera) | C     | Claudio Zitta     |

## Risultati

### Campionato

#### Girone di andata
| Arbitro: | E. Tarantola (Genova) |

|           |           |                     |
| Zitta 45’ | Marcatori | 39’ (aut.) Pellegri |

| Arbitro: | Baldacci (Torino) |

|                      |           |  |
| Bongiorni 13’ (rig.) | Marcatori |  |

| Arbitro: | Tagliapietra (Vicenza) |

|                             |           |                              |
| Rota 51’ (rig.) Onorini 74’ | Marcatori | 21’, 47’ Ruffinoni 86’ Corti |

| Arbitro: | Baroni (Macerata) |

|                        |           |                               |
| F. Corti 30’ Sessi 60’ | Marcatori | 36’ Liquindoli 51’ Ticozzelli |

| Arbitro: | Bragagnini (Cervignano del Friuli) |

|                          |           |                  |
| Bellacomo 44’ Morgia 60’ | Marcatori | 81’, 82’ Onorini |

| Arbitro: | Dalfovo (Trento) |

|                        |           |           |
| Di Prospero 67’ (rig.) | Marcatori | 22’ Zitta |

| Arbitro: | Vecchiatini (Bologna) |

|  |           |               |
|  | Marcatori | 70’ Berlucchi |

| Arbitro: | Bin (Torino) |

|                        |           |              |
| Albanese 57’ Doldi 80’ | Marcatori | 31’ Norbiato |

| Arbitro: | Lugli (Reggio Emilia) |

|                                      |           |                         |
| Rosselli 49’ (rig.) Fiaschi 74’, 79’ | Marcatori | 18’ Zitta 45’ Puricelli |

| Arbitro: | Ramacci (Latina) |

|                                         |           |               |
| Onorini 1’ Rota 9’ (rig.) Puricelli 43’ | Marcatori | 68’ Fontanesi |

| Arbitro: | Perdonò (Foggia) |

|          |           |  |
| Frara 7’ | Marcatori |  |

| Arbitro: | D'Innocenzo (Roma) |

|              |           |  |
| Norbiato 87’ | Marcatori |  |

| Arbitro: | Marchese (Frattamaggiore) |

|                                                        |           |                      |
| Del Nero 15’ (rig.) Bressani 25’ (rig.), 53’ Corsi 34’ | Marcatori | 77’ (rig.) Puricelli |

| Arbitro: | Schiavon (Padova) |

|                       |           |  |
| Norbiato 35’ Rota 74’ | Marcatori |  |

| Arbitro: | Barbaraci (Cagliari) |

|              |           |  |
| Saporito 20’ | Marcatori |  |

| Arbitro: | Gava (Conegliano) |

|  |           |         |
|  | Marcatori | 2’ Cova |

| Arbitro: | G. Sanna (Cagliari) |

|                         |           |               |
| Baldan 67’ Jacolino 75’ | Marcatori | 3’ Ticozzelli |

#### Girone di ritorno
| Arbitro: | Dalfovo (Trento) |

|              |           |  |
| Piccotti 68’ | Marcatori |  |

| Arbitro: | De Santis (Treviso) |

|  |           |              |
|  | Marcatori | 56’ Ferraris |

| Arbitro: | Scalise (Bologna) |

|                             |           |  |
| Pellizzari 64’ Brioschi 74’ | Marcatori |  |

| Arbitro: | La Rosa (Messina) |

|                          |           |          |
| Puricelli 5’ Onorini 55’ | Marcatori | 12’ Pala |

| Arbitro: | Cicuti (Roma) |

|           |           |  |
| Negri 80’ | Marcatori |  |

| Arbitro: | Marchese (Frattamaggiore) |

|                               |           |  |
| Rota 44’ (rig.) Puricelli 79’ | Marcatori |  |

| Lodi 15 marzo 1981 24ª giornata | Fanfulla         | 0 – 0 | Legnano | Stadio Dossenina\| Arbitro: \| Di Santo (Vasto) \| |
| Arbitro:                        | Di Santo (Vasto) |       |         |                                                    |

| Arbitro: | Calafiore (Brescia) |

|                          |           |  |
| Savino 2’ Ticozzelli 78’ | Marcatori |  |

| Legnano 5 aprile 1981 26ª giornata | Legnano           | 0 – 0 | Rhodense | Stadio Comunale\| Arbitro: \| Laudato (Taranto) \| |
| Arbitro:                           | Laudato (Taranto) |       |          |                                                    |

| Arbitro: | Basile (Siracusa) |

|  |           |               |
|  | Marcatori | 8’ Liquindoli |

| Legnano 26 aprile 1981 28ª giornata | Legnano         | 0 – 0 | Pro Patria | Stadio Comunale\| Arbitro: \| Marascia (Roma) \| |
| Arbitro:                            | Marascia (Roma) |       |            |                                                  |

| Arbitro: | Catania (Roma) |

|          |           |  |
| Tosi 14’ | Marcatori |  |

| Arbitro: | Ongaro (Treviso) |

|               |           |  |
| Ticozzelli 5’ | Marcatori |  |

| Arbitro: | Luci (Firenze) |

|           |           |                |
| Russo 88’ | Marcatori | 50’ Ticozzelli |

| Arbitro: | Guardini (Verona) |

|                    |           |            |
| Puricelli 28’, 65’ | Marcatori | 11’ Luxoro |

| Seregno 31 maggio 1981 33ª giornata | Seregno             | 0 – 0 | Legnano | Stadio Ferruccio\| Arbitro: \| Amendolia (Messina) \| |
| Arbitro:                            | Amendolia (Messina) |       |         |                                                       |

| Arbitro: | Bruschini (Firenze) |

|                       |           |              |
| Savino 62’ Gelosi 70’ | Marcatori | 59’ Jacolino |

### Coppa Italia Semiprofessionisti (girone 4)

#### Girone d'andata
| Legnano 24 agosto 1980 1ª giornata | Legnano | 4 – 0 | Rhodense | Stadio Comunale |

| Busto Arsizio 31 agosto 1980 2ª giornata | Pro Patria        | 0 – 0 | Legnano | Stadio Carlo Speroni\| Arbitro: \| Gamberini (Monza) \| |
| Arbitro:                                 | Gamberini (Monza) |       |         |                                                         |

| 3 settembre 1980 3ª giornata |  | – Turno riposo Legnano |  |  |

#### Girone di ritorno
| Rho 8 settembre 1980 4ª giornata | Rhodense | 0 – 0 | Legnano | Stadio Comunale "Luigi Panico" |

| Arbitro: | Albertini (Voghera) |

|            |           |            |
| Bonafè 68’ | Marcatori | 72’ Savino |

| 21 settembre 1980 6ª giornata |  | – Turno riposo Legnano |  |  |

## Statistiche

### Statistiche di squadra
| Competizione                    | Punti | Totale | Totale | Totale | Totale | Totale | Totale | DR |
| Competizione                    | Punti | G      | V      | N      | P      | Gf     | Gs     | DR |
| ------------------------------- | ----- | ------ | ------ | ------ | ------ | ------ | ------ | -- |
| Serie C2                        | 29    | 34     | 10     | 9      | 15     | 32     | 36     | -4 |
| Coppa Italia Semiprofessionisti | 5     | 4      | 1      | 3      | 0      | 5      | 1      | +4 |

### Statistiche dei giocatori
| Giocatore     | Serie C2 | Serie C2 |
| Giocatore     | Presenze | Reti     |
| ------------- | -------- | -------- |
| L. Belletta   | 34       | 0        |
| P. Camatta    | 6        | 0        |
| D. Fortunato  | 23       | 0        |
| G. Fostinelli | 5        | 0        |
| D. Gelosi     | 10       | 1        |
| O. Lesca      | 28       | 0        |
| N. Liquindoli | 30       | 2        |
| F. Norbiato   | 16       | 3        |
| D. Onorini    | 33       | 5        |
| R. Pellegri   | 30       | 0        |
| W. Puricelli  | 26       | 7        |
| D. Roncaglia  | 26       | 0        |
| G. Rota       | 30       | 4        |
| G. Savino     | 32       | 2        |
| C. Terreni    | 12       | 0        |
| G. Ticozzelli | 30       | 5        |
| G. Xotta      | 20       | 0        |
| C. Zitta      | 31       | 3        |